# Бељов
Бељов (рус. Белёв) град је у Русији у Тулској области. Према попису становништва из 2018. у граду је живело 13 180 становника.

## Географија
Град је смештен од Туле, на 165 m надморске висине, на левој обали реке Оке.

## Историја
Као и бројни други градови на Оци први пут га се спомиње у љетопису из 1147.
Од 12. до 13. стољећа је ово подручје било под влашћу Черниговске кнежевине која је нестала након монголске инвазије на Русију.
Од 1376. до 1425. је било дијелом Новосиљске кнежевине, а распадом исте настало је неколико мањих кнежевина, од којих је једна и Бељовска кнежевина.
Бељов је од пријелаза 14. у 15. века све до 1558. године био средиште Бељовске кнежевине.
Код Бељова се 1439. водила битка између Татара под заповједништвом казанског кана Улуг-Мухамеда, у којој су Татари тешко поразили руску војску.
Потом је град наизменично био под влашћу Великог војводства Литваније и Московске кнежевине док коначно није дошао под московску власт.
Градски статус је добио 1777.

## Становништво
| 1939.  | 1959.  | 1970.  | 1979.  | 1989.  | 2002.  | 2010.  | 2018.  |
| ------ | ------ | ------ | ------ | ------ | ------ | ------ | ------ |
| 17.602 | 17.153 | 17.733 | 17.971 | 18.345 | 16.083 | 13.918 | 13.180 |